# ابتن (سردشت)
ابتن (بالفارسية: اوپتن) هي قرية تقع في إيران في قسم سردشت الريفي.